# بريت مورين
بريت مورين (بالإنجليزية: Brit Morin)‏ هي سيدة أعمال أمريكية، ولدت في 6 ديسمبر 1985 في سان أنطونيو في الولايات المتحدة.